# Forgotten Hills
Forgotten Hills är en kulle i Antarktis. Den ligger i Östantarktis. Nya Zeeland gör anspråk på området. Toppen på Forgotten Hills är 2 028 meter över havet.
Terrängen runt Forgotten Hills är kuperad österut, men västerut är den platt.  Trakten är obefolkad. Det finns inga samhällen i närheten.